# Sistemas de reacción-difusión
Los sistemas de reacción-difusión son modelos matemáticos que describen cómo una o más sustancias distribuidas en el espacio cambian bajo la influencia de dos procesos: reacciones químicas locales en las que las sustancias se transforman las unas en las otras, y difusión, que provoca que las sustancias se expandan en el espacio. El resultado de este proceso es una configuración estable en la que la composición química es no uniforme en un dominio espacial. 
Los sistemas de reacción-difusión se aplican a la modelización de procesos tanto químicos como dinámicos de naturaleza no química. Encontramos ejemplos de tales aplicaciones en biología, geología, física y ecología. Matemáticamente, los sistemas de reacción-difusión tienen la forma de ecuaciones parabólicas en derivadas parciales y pueden representarse bajo la forma general: 
{\displaystyle \partial _{t}{\boldsymbol {q}}={\underline {\boldsymbol {D}}}\Delta {\boldsymbol {q}}+{\boldsymbol {R}}({\boldsymbol {q}}),}
donde cada componente del vector q(x,t) representa la concentración de una sustancia, D es una matriz diagonal de coeficientes de difusión, Δ denota el operador laplaciano y R da cuenta de las reacciones locales. 
Las soluciones de las ecuaciones de reacción-difusión muestran un amplio rango de comportamientos, incluyendo la formación de ondas viajeras y fenómenos de tipo onda, así como otros patrones autoorganizados como bandas, hexágonos o estructuras más complicadas como solitones disipativos.

## Sistemas de reacción-difusión de un componente
La ecuación de reacción-difusión más simple, también llamada ecuación KPP (Kolmogorov-Petrovsky-Piscounov) afecta a la concentración u de una sola sustancia en una dimensión espacial:
{\displaystyle \partial _{t}u=D\partial _{x}^{2}u+R(u),}
- Si eliminamos el término reacción, representa un proceso de difusión, siendo la ecuación correspondiente la ecuación del calor.
- Si R(u) = u(1-u), obtenemos la ecuación de Fisher, utilizada originalmente para describir la expansión de las poblaciones biológicas.[2]
- Si R(u) = u(1-u²), obtenemos la ecuación Newell-Whitehead-Segel para describir la convección de Benard[3][4]
- Si R(u) = u(1-u)(u-α) y 0<α<1, obtenemos la ecuación Zeldovich que aparece en la teoría de la combustión,[5] y su caso degenerado, con R(u) = u²-u³.[6]

{\displaystyle \partial _{t}u=-{\frac {\delta {\mathfrak {L}}}{\delta u}}}

## Sistemas de reacción-difusión en biología y genética del desarrollo
Desde que en 1952 Alan Turing los propuso como "la base química de la morfogénesis", los sistemas de reacción-difusión se han utilizado para modelizar diversos procesos biológicos de formación de patrones.
En los sistemas químicos, las reacciones químicas son la fuente de los componentes moleculares y la difusión es el proceso físico clásico basado en el movimiento browniano. Sin embargo, en el caso del desarrollo de tejidos, tanto la reacción como la difusión son procesos mucho más complejos: la reacción implica la producción y el consumo de moléculas por parte de las células; el transporte a través de tejidos, aunque capaz de generar gradientes moleculares, es un proceso mucho más complejo que la simple difusión. De ahí que se haya propuesto el término "reactor-difusión" para la aplicación del mecanismo de Turing a procesos biológicos.